# Prix Annette Giacometti
Der Prix Annette Giacometti pour le droit des œuvres et des artistes ist ein von der Fondation Alberto et Annette Giacometti, Paris, im Jahr 2011 gestifteter Preis, der nach der Ehefrau des Schweizer Künstlers Alberto Giacometti benannt ist. Neben dem undotierten Hauptpreis wird ebenfalls jährlich ein mit 10.000 Euro dotierter Förderpreis verliehen.

## Vergabe
Der Prix Annette Giacometti zeichnet Ausstellungen und Veröffentlichungen aus aller Welt aus, die sich der Wahrung des Urheberrechts für Kunstwerke und Künstler verschrieben haben und die gegen Kunstfälschungen gerichtet sind. Die Zusammensetzung der Jury wechselt. Ihr gehören zumeist unter anderem ein Jurist, ein Künstler, ein Kunstsammler und ein Ökonom an. In der Regel gehört ihr der Preisträger des Vorjahres an.
2011 erhielt Sarah Grant den Preis für die von ihr 2010 kuratierte Ausstellung „The Metropolitan Police Service’s Investigation of Fakes and Forgeries“ im Victoria and Albert Museum in London. 2012 ging der Preis an die Journalisten Stefan Koldehoff und Tobias Timm für das gemeinsam verfasste Buch Falsche Bilder  – Echtes Geld, das sich mit dem Kunstfälscherskandal um die Sammlung Werner Jägers beschäftigt. Die Preisverleihung fand am 26. April 2012 im Palais de l’UNESCO in Paris statt.

## Bisherige Preisträger
- 2011 – Sarah Grant, Großbritannien
- 2012 – Stefan Koldehoff und Tobias Timm, Deutschland
- 2013 – Patricia Cohen und Curtis Dowling[5]